# 布里奇伯勒 (喬治亞州)
布里奇頓（英語：Bridgeton）是位於美國喬治亞州沃思縣的一個非建制地區。該地的面積和人口皆未知。

## 地理
布里奇頓的座標為31°24′06″N 83°58′30″W / 31.40167°N 83.97500°W，而該地的平均海拔高度為127米（即417英尺）。